# Troféu Mulher Imprensa
Troféu Mulher Imprensa é uma premiação brasileira criada pela revista Imprensa, que visa reconhecer o trabalho das mulheres nas redações brasileiras. A revista conta em seu corpo editorial com o jornalista Sinval de Itacarambi Leão, um dos criadores do prêmio. Em 2013, a premiação tinha 15 categorias. Em 2020, na 14ª edição, eram 18 categorias.
A 17ª edição prestigiou em 2023, mediante votação popular, as jornalistas e comunicadoras que se destacaram em suas áreas de atuação, além de fomentar a pauta dos direitos humanos e da diversidade por meio do tema “Regionalidade”.
As profissionais que receberam mais de 5 troféus ao longo da premiação viraram madrinhas e juradas permanentes, são elas Sheila Magalhães, Carla Bigatto, Eliane Brum, Mônica Bergamo, Miriam Leitão, Sônia Blota e Lúcia Hippólito.
1. ↑  «Jornalista do GLOBO recebe prêmio Troféu Imprensa Mulher em comemoração ao dia 8 de março». O Globo. Grupo Globo. 16 de março de 2011. Consultado em 7 de maio de 2021
2. ↑  «Vote na 10ª edição do Troféu Mulher IMPRENSA - de 14/01 a 13/02/2014». Agência Patrícia Galvão. 18 de dezembro de 2013. Consultado em 7 de maio de 2021
3. ↑  «Troféu Mulher Imprensa está com votação aberta». Coletiva.net. 5 de fevereiro de 2020. Consultado em 7 de maio de 2021
4. ↑  IMPRENSA, Portal (date_time). «Troféu Mulher IMPRENSA - 17ª Edição». Troféu Mulher IMPRENSA - 17ª Edição. Consultado em 10 de outubro de 2024 Verifique data em: |data= (ajuda)
5. ↑  «Portal Intercom». Portal Intercom. Consultado em 8 de novembro de 2024

## Vencedoras
Tabela 2021 a 2023
| Ana Dubeux                 | Correio Braziliense            | Liderança, diretora de redação                     | 15ª edição |
| Bianka Carvalho            | TV Globo Pernambuco            | Repórter de Telejornal                             | 15ª edição |
| Carla Bigatto              | BandNews FM S‹o Paulo          | Âncora de Rádio                                    | 15ª edição |
| Cinthia Toledo             | TV Globo                       | Jornalista revelação                               | 15ª edição |
| Flávia Oliveira            | O Globo                        | Colunista ou articulista                           | 15ª edição |
| Gabriela Biló              | O Estado de SP                 | Fotojornalista                                     | 15ª edição |
| Juliana Dal Piva           | UOL                            | Repórter de Jornal ou Revista                      | 15ª edição |
| Márcia Cirino              | Weber Shandwick                | Assessora de Comunicação Agência                   | 15ª edição |
| Maria Julia Coutinho       | TV Globo                       | Âncora TV                                          | 15ª edição |
| Marilu Cabañas             | Rádio Brasil Atual             | Repórter de Rádio                                  | 15ª edição |
| Nathália Braga             | The Intercept Brasil           | Jornalista na editoria diversidade                 | 15ª edição |
| Rita de Cassia Vasconcelos | Fiocruz Pernambuco             | Assessora de Comunicação Corporativa               | 15ª edição |
| Vanessa Pessoa             | SPTRANS                        | Comunicação Pública                                | 15ª edição |
| Sônia Bridi                | TV Globo                       | Contribuição Jornalismo                            | 15ª edição |
|                            |                                |                                                    |            |
| Aline Midlej               | GloboNews                      | Âncora TV                                          | 16ª edição |
| Ana Carolina Negrão        | Portal da Cidade Guaxupé       | Pertencimento e Inovação                           | 16ª edição |
| Carla Bigatto              | BandNews FM                    | Âncora de Rádio                                    | 16ª edição |
| Hélia Araújo               | Governo do Estado de São Paulo | Comunicação Pública                                | 16ª edição |
| Kerena Neves               | WMcCann                        | Assessora de Comunicação Agência                   | 16ª edição |
| Luana Souza                | Globo/TV Bahia                 | Jornalista revelação                               | 16ª edição |
| Márcia Silveira            | L' Oréal Brasil                | Assessora de Comunicação Corporativa               | 16ª edição |
| Marcela Bonfim             | Independente                   | Fotojornalista                                     | 16ª edição |
| Márcia Maria Cruz          | Jornal Estado de Minas         | Jornalista na editoria diversidade                 | 16ª edição |
| Mariliz Pereira Jorge      | Folha de S.Paulo               | Colunista ou articulista                           | 16ª edição |
| Nayara Felizardo           | The Intercept Brasil           | Repórter Jornal                                    | 16ª edição |
| Raquel Krahenbuhl          | GloboNews                      | Repórter TV                                        | 16ª edição |
| Renata Lo Prete            | O Assunto                      | Novos Formatos                                     | 16ª edição |
| Semayat Oliveira           | Nós, Mulheres da Periferia     | Liderança, diretora de redação                     | 16ª edição |
| Sheila Magalhães           | BandNews FM                    | Repórter de Rádio                                  | 16ª edição |
| Zileide Silva              | TV Globo                       | Contribuição ao Jornalismo                         | 16ª edição |
|                            |                                |                                                    |            |
| Joyce Ribeiro              | TV Cultura                     | Telejornalismo                                     | 17ª edição |
| Sheila Magalhães           | BandNews FM                    | Radiojornalismo                                    | 17ª edição |
| Nayara Felizardo           | The Intercept Brasil           | Jornalismo Impresso e Online                       | 17ª edição |
| Cecília Olliveira          | Fogo Cruzado                   | Multimídia - Líder, Diretora ou Editora de Redação | 17ª edição |
| Flávia Oliveira            | GloboNews                      | Jornalista na pauta diversidade                    | 17ª edição |
| Juliana Oliveira           | Oliver Press                   | Consultora de Comunicação – Agência                | 17ª edição |
| Helena Bertho              | Nubank                         | Consultora de Comunicação – Corporativo            | 17ª edição |
| Lais Vita                  | Governo do Estado de São Paulo | Comunicação Pública                                | 17ª edição |
| Flávia Quirino             | Brasil de Fato                 | Regionalidade Centro-Oeste                         | 17ª edição |
| Raíssa França              | Eufemea                        | Regionalidade Nordeste                             | 17ª edição |
| Luciene Kaxinawá           | Canal Futura                   | Regionalidade Norte                                | 17ª edição |
| Etiene Martins             | Estado de Minas                | Regionalidade Sudeste                              | 17ª edição |
| Rosiane Correia de Freitas | Plural                         | Regionalidade Sul                                  | 17ª edição |
| Renata Lo Prete            | TV Globo                       | Contribuição ao Jornalismo                         | 17ª edição |

Tabela 2005 a 2021
| Premiada                 | Local de trabalho                     | Categoria(s) | Edição                                                |
| ------------------------ | ------------------------------------- | --- | ----------------------------------------------------- |
| Adriana Carranca         | O Estado de São Paulo O Globo         | Correspondente brasileira                                                                                                 | 11ª e 12ª edições                                     |
| Adriana de Castro        | Rede Mulher                           | Âncora de Telejornal | 3ª edição                                             |
| Adriana Zehbrauskas      | Fotógrafa freelancer                  | Repórter fotográfica de jornal ou revista                                                                                 | 8ª edição                                             |
| Alexandra Fiori          | Agência Radioweb                      | Diretora ou editora de redação                                                                                            | 7ª edição                                             |
| Alice Maria Reiniger     | TV Globo                              | Troféu Mulher IMPRENSA de Contribuição ao Jornalismo                                                                      | 5ª edição                                             |
| Amanda Audi              | The Intercept Brasil                  | Jornalista Revelação na Web                                                                                               | 14ª edição                                            |
| Ana Amélia Lemos         | Zero Hora                             | Jornais e revistas: Colunista                                                                                             | 2ª edição                                             |
| Ana Araujo               | Fotógrafa freelancer                  | Repórter fotográfica de jornal ou revista                                                                                 | 7ª edição                                             |
| Ana Carolina Fernandes   | Fotógrafa freelancer                  | Fotojornalista | 11ª edição                                            |
| Ana Dubeux               | Correio Braziliense                   | Diretora ou editora de redação                                                                                            | 2ª e 9ª edições                                       |
| Ana Lucia Ventorim       | CDI                                   | Assessora de imprensa/Agência de Comunicação                                                                              | 3ª edição                                             |
| Ana Paula Padrão         | SBT                                   | Televisão Televisão: Âncora Diretora ou editora de redação                                                                | 1ª, 2ª e 3ªedições                                    |
| Ana Paula Paiva          | IstoÉ Dinheiro IstoÉ Gente            | Repórter fotográfica de jornal ou revista                                                                                 | 2ª e 3ª edições                                       |
| Ana Paula Rodrigues      | Rádio SulAmérica Trânsito             | Âncora de rádio | 9ª edição                                             |
| Andrea Dip               | Agência Pública                       | Repórter de site de notícias                                                                                              | 11ª edição                                            |
| Andréia Sadi             | GloboNews                             | Repórter de Telejornal | 12ª e 13ª edições                                     |
| Annaclarice Almeida      | Diário de Pernambuco                  | Repórter fotográfica de jornal ou revista                                                                                 | 10ª edição                                            |
| Astrid Fontenelle        | GNT                                   | Contribuição ao Jornalismo                                                                                                | 13ª edição                                            |
| Basilia Rodrigues        | CBN CNN Brasil                        | Repórter de Rádio | 13ª e 14ª edições                                     |
| Betina Humeres           | Diário Catarinense                    | Fotojornalista | 12ª edição                                            |
| Bia Fovitzky             | CDN                                   | Assessoria de imprensa | 2ª edição                                             |
| Bia Kunze                | Blog Garota sem Fio                   | Jornalista de mídias sociais                                                                                              | 7ª edição                                             |
| Carolina Ercolin         | Rádio Bandeirantes                    | Repórter de rádio | 6ª e 9ª edições                                       |
| Carla Bigatto            | BandNews FM                           | Âncora de Rádio | 12ª, 13ª, 14ª e 15ª edições                           |
| Carla Jimenez            | El País                               | Diretora ou Editora de Redação                                                                                            | 13ª edição                                            |
| Carolina Oms             | AzMina                                | Jornalista empreendedora                                                                                                  | 14ª edição                                            |
| Catia Seabra             | Folha de S.Paulo                      | Repórter de jornal | 9ª edição                                             |
| Cátia Tofoletto          | CBN                                   | Repórter de rádio | 7ª edição                                             |
| Cecília Malan            | O Globo                               | Comentarista / Colunista de TV                                                                                            | 12ª edição                                            |
| Cláudia Trevisan         | O Estado de S.Paulo                   | Repórter de jornal | 10ª edição                                            |
| Claudia Vassallo         | Revista Exame Editora Abril           | Diretora ou editora de redação Troféu Mulher IMPRENSA de Contribuição ao Jornalismo                                       | 6ª e 10ª edições                                      |
| Cleisla Garcia           | Rede Record                           | Repórter de telejornal | 4ª edição                                             |
| Consuelo Dieguez         | Revista Piauí                         | Repórter de revista | 7ª edição                                             |
| Cristiana Lôbo           | GloboNews                             | Colunista de TV | 11ª edição                                            |
| Cristiane Barbieri       | Jornalista freelancer                 | Repórter de revista | 11ª edição                                            |
| Cristina Piasentini      | TV Globo                              | Diretora ou editora de redação                                                                                            | 8ª edição                                             |
| Cynara Menezes           | Blog Socialista Morena                | Jornalista de mídias sociais                                                                                              | 9ª edição                                             |
| Daniela Arbex            | Jornalista independente               | Jornalista investigativa                                                                                                  | 14ª edição                                            |
| Daniela Braun            | IDG NOW!                              | Repórter de site de notícias                                                                                              | 6ª edição                                             |
| Daniela Falcão           | Ex-Trip e TPM                         | Revista | 1ª edição                                             |
| Daniela Florenzano       | Rádio SulAmérica Trânsito             | Âncora de rádio | 6ª edição                                             |
| Daniela Pinheiro         | Revista Piauí                         | Repórter de jornal ou revista Repórter de revista                                                                         | 4ª, 8ª, 9ª e 10ª edições                              |
| Denise Campos de Toledo  | Jovem Pan                             | Comentarista ou colunista de rádio                                                                                        | 3ª edição e 11ª edições                               |
| Djamila Ribeiro          | Carta Capital Folha de S.Paulo        | Colunista de Jornal ou Revista Colunista de Jornal                                                                        | 13ª e 14ª edições                                     |
| Edilene Lopes            | Rádio Itatiaia                        | Repórter de rádio | 11ª edição                                            |
| Eliana Araújo            | Ministério do Planejamento            | Assessora de Imprensa | 5ª edição                                             |
| Eliane Brum              | Revista Época El País                 | Jornalista independente Repórter de revista Jornalista de mídias sociais                                                  | 5ª, 6ª, 10ª, 11ª e 12ª edições                        |
| Eliane Cantanhêde        | O Estado de São Paulo                 | Colunista de jornal impresso                                                                                              | 11ª e 12ª edições                                     |
| Eliane Santos            | SEBRAE-SP                             | Assessora de imprensa | 8ª edição                                             |
| Elisa Veeck              | TV Vanguarda                          | Âncora de TV | 12ª edição                                            |
| Elvira Lobato            | Folha.com                             | Repórter de site de notícias                                                                                              | 8ª edição                                             |
| Fátima Bernardes         | TV Globo                              | Âncora de Telejornal | 8ª edição                                             |
| Flavia Meirelles         | Forma RP                              | Assessora de Comunicação - Agência                                                                                        | 12ª edição                                            |
| Gabriela Biló            | O Estado de São Paulo                 | Fotojornalista | 14ª edição                                            |
| Gabriela Guerreiro       | Folha Online                          | Repórter de site de notícias                                                                                              | 5ª edição                                             |
| Graziela Guardiola       | Precisa Assessoria de Comunicação     | Assessora de Comunicação - Agência                                                                                        | 13ª edição                                            |
| Glória Maria             | ?                                     | Troféu Mulher IMPRENSA de Contribuição ao Jornalismo                                                                      | 9ª edição                                             |
| Graça Foster             | Petrobras                             | Personalidade do Ano | 10ª edição                                            |
| Hilda Costa              | Jovem Pan                             | Âncora de rádio | 2ª e 3ª edições                                       |
| Ilze Scamparini          | TV Globo                              | Correspondente | 14ª edição                                            |
| Inês de Castro           | BandNews FM                           | Comentarista ou colunista de rádio                                                                                        | 9ª edição                                             |
| Isabel Clavelin          | ONU Mulheres Brasil                   | Assessora de Comunicação - Corporativa                                                                                    | 14ª edição                                            |
| Izilda Alves             | Jovem Pan                             | Repórter de rádio | 2ª e 3ª edições                                       |
| Julia Duailibi           | BandNews                              | Comentarista ou Colunista de TV                                                                                           | 13ª edição                                            |
| Juliana Boechat          | Torre Comunicação e Estratégia        | Assessora de Comunicação - Agência                                                                                        | 14ª edição                                            |
| Kátia Pereira            | Rádio Itatiaia                        | Âncora de rádio | 11ª edição                                            |
| Kiki Moretti             | In Press Porter Novelli               | Assessora de Imprensa Agência                                                                                             | 10ª edição                                            |
| Leda Nagle               | ?                                     | Troféu Mulher IMPRENSA de Contribuição ao Jornalismo                                                                      | 7ª edição                                             |
| Leila Suwwan             | Airbnb                                | Assessora de Comunicação - Corporativa                                                                                    | 13ª edição                                            |
| Lenise Pinheiro          | Fotógrafa freelancer                  | Repórter fotográfica de jornal ou revista                                                                                 | 6ª edição                                             |
| Lilian Witte Fibe        | UOL                                   | Internet | 1ª edição                                             |
| Lúcia Faria              | LF & Cia                              | Assessora de Imprensa Agência                                                                                             | 9ª edição                                             |
| Lucia Hippolito          | CBN GloboNews                         | Rádio Rádio e TV: Comentarista Comentarista ou colunista de rádio Prêmio especial                                         | 1ª, 2ª, 4ª, 5ª, 6ª e 11ª edições                      |
| Luisa Medeiros Massarani | Fiocruz                               | Contribuição Acadêmica ao Jornalismo                                                                                      | 14ª edição                                            |
| Malu Gaspar              | Revista Piauí                         | Repórter de revista | 14ª edição                                            |
| Malu Weber               | Votorantim                            | Assessora de imprensa corporativa                                                                                         | 11ª edição                                            |
| Mara Luquet              | CBN                                   | Comentarista ou colunista de rádio                                                                                        | 8ª edição                                             |
| Marcela Rafael           | ESPN                                  | Repórter ou Comentarista Esportiva                                                                                        | 14ª edição                                            |
| Maju Coutinho            | TV Globo                              | Âncora de TV | 14ª edição                                            |
| Mari Palma               | G1                                    | Repórter de Site de Notícias                                                                                              | 12ª edição                                            |
| Maria Beltrão            | GloboNews                             | Âncora de TV | 13ª edição                                            |
| Maria Cristina Poli      | TV Cultura                            | Âncora de Telejornal | 9ª edição                                             |
| Maria do Carmo Calmon    | Rodosol                               | Assessora de imprensa/Empresa                                                                                             | 3ª edição                                             |
| Maria Inês Dolci         | Folha.com                             | Jornalista de mídias sociais                                                                                              | 8ª edição                                             |
| Maria Inês Nassif        | Jornal GGN                            | Repórter de site de notícias                                                                                              | 10ª edição                                            |
| Maria Lima               | O Globo                               | Repórter de jornal | 7ª edição                                             |
| Mariana de Freitas       | Radioweb                              | Jornalista de Internet | 3ª edição                                             |
| Mariana Ferrão           | Band                                  | Televisão: Previsão do Tempo                                                                                              | 2ª edição                                             |
| Marilia Gabriela         | ?                                     | Troféu Mulher IMPRENSA de Contribuição ao Jornalismo                                                                      | 6ª edição                                             |
| Marilu Cabañas           | Rede Brasil Atual                     | Repórter de Rádio | 12ª edição                                            |
| Marisa Abel              | Editora Profashional                  | Repórter de jornal ou revista                                                                                             | 3ª edição                                             |
| Mariza Tavares           | CBN                                   | Diretora ou editora de redação                                                                                            | 4ª e 5ª edições                                       |
| Marlene Bergamo          | Folha de S.Paulo                      | Repórter fotográfica de jornal ou revista                                                                                 | 4ª e 9ª edições                                       |
| Michelle Trombelli       | BandNews FM                           | Repórter de rádio | 8ª e 10ª edições                                      |
| Miriam Leitão            | TV Globo GloboNews O Globo            | Comentarista ou colunista de telejornal Colunista de jornalismo impresso Comentarista ou colunista de TV Prêmio especial  | 3ª, 4ª, 5ª, 6ª, 7ª, 8ª, 9ª, 10ª edições e 11ª edições |
| Monalisa Perrone         | TV Globo                              | Repórter de telejornal | 6ª, 7ª, 8ª e 9ª edições                               |
| Mônica Albuquerque       | TV Globo                              | Assessora de imprensa/Empresa                                                                                             | 4ª edição                                             |
| Mônica Bergamo           | BandNews FM Folha de S.Paulo          | Jornal Comentarista ou colunista de rádio Colunista de jornal ou revista Colunista de jornalismo impresso Prêmio especial | 1ª, 4ª, 6ª, 7ª, 9ª, 10ª e 11ª edições                 |
| Mônica Poker             | CBN                                   | Repórter de rádio | 4ª edição                                             |
| Monica Waldvogel         | ?                                     | Troféu Mulher IMPRENSA de Contribuição ao Jornalismo                                                                      | 8ª edição                                             |
| Mônica Zarattini         | ?                                     | Fotojornalista | 13ª edição                                            |
| Monyse Ravenna           | Brasil de Fato Pernambuco             | Repórter de Jornal ou Revista                                                                                             | 13ª edição                                            |
| Nathalia Arcuri          | Canal Me Poupe!                       | Jornalista Revelação na Web                                                                                               | 13ª edição                                            |
| Nathália Braga           | The Intercept Brasil                  | Diversidade | 15ª edição                                            |
| Natália Viana            | Repórter independente Agência Pública | Repórter de site de notícias                                                                                              | 7ª e 9ª edições                                       |
| Naiara Bertão            | Exame                                 | Repórter de Revista | 12ª edição                                            |
| Neivia Justa             | Johnson & Johnson                     | Assessora de Comunicação - Corporativa                                                                                    | 12ª edição                                            |
| Patrícia Campos Mello    | Folha de S.Paulo                      | Repórter de jornal | 11ª edição                                            |
| Patricia Travassos       | SBT                                   | Repórter de telejornal | 3ª edição                                             |
| Raquel Schneider         | Radioweb                              | Jornalista de internet | 4ª edição                                             |
| Renata Cafardo           | O Estado de S.Paulo                   | Repórter de jornal | 6ª edição                                             |
| Renata Coltro            | Unilever                              | Assessora de Imprensa Corporativa                                                                                         | 10ª edição                                            |
| Renata Fan               | Band                                  | Repórter ou Comentarista Esportiva                                                                                        | 13ª edição                                            |
| Renata Vasconcellos      | TV Globo                              | Âncora de Telejornal | 7ª edição                                             |
| Rita Durigan             | Publicis Brasil                       | Assessora de Imprensa Corporativa                                                                                         | 9ª edição                                             |
| Roberta Santo            | A!Fonte Comunicação Integrada         | Assessora de Imprensa | 7ª edição                                             |
| Rosana Hermann           | Blog Querido Leitor                   | Blog Jornalista de mídias sociais                                                                                         | 2ª e 6ª edições                                       |
| Rosane Marchetti         | RBS TV                                | Repórter de telejornal | 10ª edição                                            |
| Rosangela Sanches        | Tribunal de Justiça de São Paulo      | Comunicação Pública | 14ª edição                                            |
| Roseann Kennedy          | CBN                                   | Repórter de rádio | 5ª ediçã                                              |
| Roxane Ré                | CBN                                   | Âncora de rádio | 4ª e 5ª edições                                       |
| Sandra Annenberg         | TV Globo                              | Âncora de Telejornal | 4ª, 5ª, 10ª e 11ª edições                             |
| Shasta Darlington        | CNN                                   | Correspondente estrangeira                                                                                                | 11ª edição                                            |
| Sheila Magalhães         | BandNews FM                           | Diretora ou editora de redação                                                                                            | 10ª, 11ª e 12ª edições                                |
| Silvia Bessa             | Diário de Pernambuco                  | Jornais e revistas: Repórter                                                                                              | 2ª edição                                             |
| Simone Marinho           | O Globo                               | Repórter fotográfica de jornal ou revista                                                                                 | 5ª edição                                             |
| Sonia Blota              | Band                                  | Televisão: Repórter Repórter de telejornal Correspondente                                                                 | 2ª, 5ª, 11ª, 13ª e 14ª edições                        |
| Sônia Racy               | O Estado de S.Paulo                   | Colunista de jornal ou revista                                                                                            | 3ª edição                                             |
| Thaís Nunes              | SBT                                   | Repórter Investigativa | 13ª edição                                            |
| Taís Lobo                | A4 Comunicação                        | Assessora de Imprensa | 6ª edição                                             |
| Tatiana Vasconcellos     | BandNews FM                           | Âncora de rádio | 7ª, 8ª e 10ª edições                                  |
| Ticiana Villas Boas      | Jornal da Band                        | Âncora de Telejornal | 6ª edição                                             |
| Vera Araújo              | O Globo                               | Repórter de jornal | 8ª edição                                             |
| Vera Magalhães           | BandNews FM Jovem Pan                 | Diretora ou Editora de Redação                                                                                            | 12ª e 13ª edições                                     |
| Yara Peres               | CDN                                   | Assessora de imprensa/Agência de Comunicação                                                                              | 4ª e 11ª edições                                      |